# のっぺ

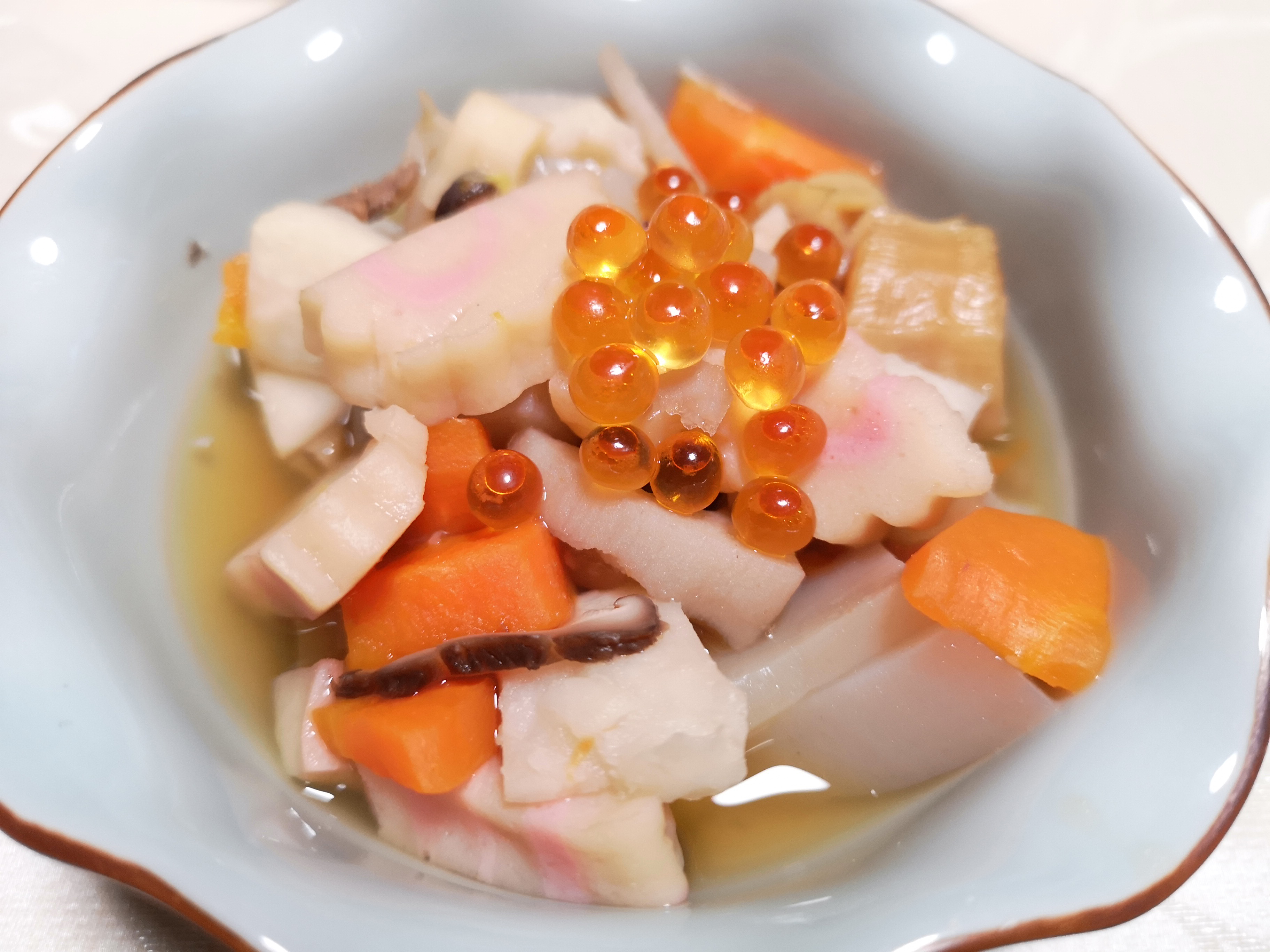
新潟市の「のっぺ」の一例

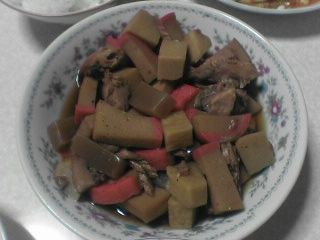
新潟市内であっても、地域や家庭毎に様々なバリエーションが存在する

のっぺ は新潟の郷土料理のひとつ。農山漁村の郷土料理百選に選定されている。

## 概要
短冊もしくは小さく角切りにしたサトイモを主とし、鶏肉、ニンジン、ゴボウ、油揚げ、加熱したイクラ、ホタテガイの干し貝柱、椎茸、銀杏、筍、レンコン、蒲鉾等を加えた煮物である。地域や家庭あるいは個人の好みにより使用される具材の種類や、暖かいままであるか常温や冷やした状態で食されるかなど、多様な組み合わせが存在する。また、具材の切り方によって祝儀、不祝儀に出される煮物になる。サトイモによって「とろみ」が自然につくため、片栗粉やデンプンは必須ではない。イクラは加熱せず生のまま添えられる場合もあり、またイクラを加熱したものをとと豆（「とと（魚魚）」は魚の幼児語である）と呼ぶ地域もある。
主に正月や冠婚葬祭の場で各家庭で食べられてきたが、近年では時期を問わずに食べられる傾向があるほか、郷土料理店や居酒屋や惣菜店でも提供している場合がある。

## 地域
いわゆる家庭料理であるため、地域や家庭により食材や食材の切り方が大きく異なる。新発田市周辺ではこにもん、こにものと呼ばれる。新発田市周辺では具材の数が特に多く、同市の紫雲寺地域（旧紫雲寺町域）では13種、菅谷地区では15種にのぼる。
村上市では大海（だいかい）と呼ばれ、根菜が多く用いられる。上越市・糸魚川市ではこくしょと呼ばれ、片栗粉でとろみがつけられる。
また、「のっぺい汁」「ぬっぺい汁」など名称の類似した料理が全国に分布するが、新潟の「のっぺ」は汁物ではなく煮物である。
新潟と同様に里芋のみで「とろみ」をつける煮物の形態をとるものとしては、奈良県の春日大社周辺でふるまわれる「のっぺ」が挙げられる。